# Johnny Depp
Johnny Depp (Owensboro, Kentucky, 1963. június 9. –) Golden Globe-díjas amerikai színész, producer és zenész.
Az 1984-es Rémálom az Elm utcában horrorfilmben debütált, majd tizenéves bálványként került előtérbe a 21 Jump Street (1987–1990) televíziós sorozatban. Második szerepe Oliver Stone által rendezett, 1986-os A szakasz háborús film volt, majd 1990-ben az Ollókezű Edward romantikus fantasy-film címszerepét alakította.

## Fiatalkora és családja
John Christopher Depp II néven született 1963. június 9-én Owensboróban. Ősei Angliából vándoroltak ki, de távolabbi felmenői francia hugenották voltak, nevük írásmódja pedig Deppe volt. Anyja, Betty Sue Palmer pincérnőként, apja, John mérnökként dolgozott. Két lánytestvére van (Christie és Debbie) és egy fiútestvére (Danny, aki író lett). Legjobb gyerekkori barátja a nagyapja volt, ám ő nem sokkal a család Floridába költözése után elhunyt. Depp Floridában nőtt fel. 
Tizenkét éves korában az anyja vett neki egy elektromos gitárt és Depp különféle garázsbandákban kezdett játszani. Tizenöt évesen a szülei elváltak, Depp az alkoholba és a drogokba menekült, otthagyta a középiskolát, hogy rockzenésszé váljon. Egyszer elmesélte az „Inside the Actors Studio”-nak, hogy két héttel az iskolából való eljövetele után megpróbált visszamenni, de az igazgató azt mondta neki, hogy kövesse az álmát, és legyen zenész. A „The Kids”-ben játszott.

## Színészi pályafutása
Karrierjének indulása Nicolas Cage nevéhez fűződik, akivel Los Angelesben ismerkedett meg az 1980-as évek elején. Az akkor még szintén ismeretlen színész ajánlotta be a Rémálom az Elm utcában című, ma már klasszikus horrorfilmbe. 1986-ban kisebb szerepet kapott a A szakasz című filmben. Ügynöke rábeszélésére nehezen ugyan, de elfogadta a 21 Jump Street című sorozat egyik főszerepét. A bűnügyi sorozatban három évig szerepelt, pedig nem tervezte tovább egy évnél a tévés karrierjét. 
A filmes áttörést az 1990-es Tim Burton rendezésében készült Ollókezű Edward hozta meg számára. Burtonnel azóta további közös filmjük is volt: az Ed Wood, Az Álmosvölgy legendája, a Charlie és a csokigyár, A halott menyasszony (ebben Depp az egyik bábszereplő hangját kölcsönözte), a Sweeney Todd, a Fleet Street démoni borbélya, az Alice Csodaországban és az Éjsötét árnyék. Ez utóbbi volt Tim Burton nyolcadik rendezése Johnny Depp szereplésével. A filmben Depp női partnerei Michelle Pfeiffer és – immár ötödik alkalommal – Helena Bonham Carter. Jim Jarmusch rendezésében főszerepet játszott a Halott Ember című filmben. 
1997-ben debütált rendezőként A halál ára című drámájával. A Monty Pythonos Terry Gilliammel is dolgozott együtt a Félelem és reszketés Las Vegasban (1998) című filmben. A francia filmszakma elismeréseképpen 1999-ben César-díjat kapott. A közönség kedvencévé Jack Sparrow kapitány szerepe avatta A Karib-tenger kalózai-filmekben. 2004-ben Oscar-díjra jelölték. Továbbá kapott egy jelölést az Én, Pán Péter című drámában alakított szerepéért. Jelölték a Brit Filmakadémia díjára (BAFTA-díj) is ugyanezért a két filmért. 2004-ben megkapta a Screen Actors Guild-díjat A Karib-tenger kalózai: A Fekete Gyöngy átka című filmért. 
2008-ban megkapta a Golden Globe-díjat a Sweeney Todd, a Fleet Street démoni borbélya című, Tim Burton rendezte musicalért. Ugyanezért a szerepért jelölték Oscar-díjra is. 2009 augusztusában megjelent a Közellenségek című filmje, és még ebben az évben egy kisebb szerepet játszott a Doctor Parnassus és a képzelet birodalma című kalandfilmben – eredetileg nem tervezte, hogy játszani fog a filmben, de mivel az alkotás főszereplője, Heath Ledger meghalt, így mégis elvállalta a szerepet. 2010 februárjában Keith Richardsról, a The Rolling Stones gitárosáról forgatott egy dokumentumfilmet, saját rendezésében.
2010 márciusában megjelent az Alice Csodaországban háromdimenziós Disney filmje. 2011-ben került mozikba a negyedik Karib-tenger kalózai-film, A Karib-tenger kalózai: Ismeretlen vizeken címmel, háromdimenziós változatban. 2016-ban a Legendás állatok és megfigyelésük című fantasyfilmben bukkant fel egy cameoszerep erejéig. Szintén ebben az évben Bolond kalaposként feltűnt az Alice Tükörországban szereplői között. 2017-ben elkészítették az ötödik részét is a Karib tenger kalózai filmsorozatnak (A Karib-tenger kalózai: Salazar bosszúja). Ugyanebben az évben a Gyilkosság az Orient expresszen könyvadaptációban is szerepelt. 2018-ban a Legendás állatok: Grindelwald bűntetteiben alakít negatív szerepet.

## Magánélete
Húszévesen feleségül vette Lori Anne Alison sminkest, akivel 1983-ban Los Angelesbe költözött. 1984–1988 között Sherilyn Fenn színésznővel járt, 1988–1989-ben Jennifer Greyjel, 1989–1993-ban Winona Ryderrel, 1994–1998-ig Kate Moss topmodellel. 
1994 szeptemberében őrizetbe vették egy szállodaszoba megrongálásáért.
1998-ban A kilencedik kapu című film forgatásán ismerkedett össze Vanessa Paradis modell, énekes- és színésznővel. Vanessától született kislánya, Lily-Rose Melody Depp 1999. május 27-én, és kisfia, Jack John Christopher Depp III, 2002. április 9-én. 2012. június 19-én jelentették be szakításukat.
2015 és 2017 között Amber Heard férje volt, válásuk utáni pereskedésük a bulvársajtó felkapott témájává vált.
Bárja volt Los Angelesben, a The Viper Room; egyik legjobb barátja, River Phoenix a bár előtt halt meg drogtúladagolásban

## Filmográfia

### Film

#### Rendező és producer
| Év   | Magyar cím                  | Eredeti cím                                     | Feladatkör | Feladatkör | Megjegyzések                   |
| Év   | Magyar cím                  | Eredeti cím                                     | Rendező    | Producer   | Megjegyzések                   |
| ---- | --------------------------- | ----------------------------------------------- | ---------- | ---------- | ------------------------------ |
| 1993 |                             | Stuff                                           | Nem        | Igen       | forgatókönyvíró dokumentumfilm |
| 1997 | A halál ára                 | The Brave                                       | Nem        | Igen       | társíró                        |
| 2011 | A leleményes Hugo           | Hugo                                            | Nem        | Igen       |                                |
| 2011 | Rumnapló                    | The Rum Diary                                   | Nem        | Igen       |                                |
| 2012 | Éjsötét árnyék              | Dark Shadows                                    | Nem        | Igen       |                                |
| 2013 | A magányos lovas            | The Lone Ranger                                 | Nem        | Vezető     |                                |
| 2014 |                             | LaDonna Harris: Indian 101                      | Nem        | Vezető     | dokumentumfilm                 |
| 2015 | Mortdecai                   | Mortdecai                                       | Nem        | Igen       |                                |
| 2015 |                             | Doug Stanhope: No Place Like Home               | Nem        | Igen       | dokumentumfilm                 |
| 2018 | Hazugságok városa           | City of Lies                                    | Nem        | Vezető     |                                |
| 2020 |                             | Minamata                                        | Nem        | Igen       |                                |
| 2020 |                             | Crock of Gold: A Few Rounds with Shane MacGowan | Nem        | Igen       | dokumentumfilm                 |
| 2023 | Jeanne du Barry – A szerető | Jeanne du Barry                                 | Nem        | Koproducer |                                |
| 2024 |                             | Modì, Three Days on the Wing of Madness         | Igen       | Igen       |                                |

#### Színész
| Év   | Magyar cím                                   | Eredeti cím                                            | Szerep                             | Magyar hang     | Rendező                          |
| ---- | -------------------------------------------- | ------------------------------------------------------ | ---------------------------------- | --------------- | -------------------------------- |
| 1984 | Rémálom az Elm utcában                       | A Nightmare on Elm Street                              | Glen Lantz                         | Kautzky Armand  | Wes Craven                       |
| 1984 | Rémálom az Elm utcában                       | A Nightmare on Elm Street                              | Glen Lantz                         | Takátsy Péter   | Wes Craven                       |
| 1985 | Nyereménynyaralás                            | Private Resort                                         | Jack Marshall                      | Bor Zoltán      | George Bowers                    |
| 1985 | Nyereménynyaralás                            | Private Resort                                         | Jack Marshall                      | Pálmai Szabolcs | George Bowers                    |
| 1986 | A szakasz                                    | Platoon                                                | Gator Lerner                       | Lippai László   | Oliver Stone                     |
| 1990 | Cry-Baby                                     | Cry-Baby                                               | Wade "Cry-Baby" Walker             | Stohl András    | John Waters                      |
| 1990 | Ollókezű Edward                              | Edward Scissorhands                                    | Ollókezű Edward                    | Lippai László   | Tim Burton (1.)                  |
| 1991 | Rémálom az Elm utcában 6.                    | Freddy's Dead: The Final Nightmare                     | srác a TV-ben (cameo)              | Takátsy Péter   | Rachel Talalay                   |
| 1993 | Arizonai álmodozók                           | Arizona Dream                                          | Axel Blackmar                      | Boros Zoltán    | Emir Kusturica                   |
| 1993 | Arizonai álmodozók                           | Arizona Dream                                          | Axel Blackmar                      | Jakab Márk      | Emir Kusturica                   |
| 1993 | Arizonai álmodozók                           | Arizona Dream                                          | Axel Blackmar                      | Szabó Máté      | Emir Kusturica                   |
| 1993 | Benny és Joon                                | Benny & Joon                                           | Sam                                | Bartucz Attila  | Jeremiah S. Chechik              |
| 1993 | Benny és Joon                                | Benny & Joon                                           | Sam                                | Kaszás Gergő    | Jeremiah S. Chechik              |
| 1993 | Gilbert Grape                                | What's Eating Gilbert Grape                            | Gilbert Grape                      | Görög László    | Lasse Hallström (1.)             |
| 1994 | Ed Wood                                      | Ed Wood                                                | Ed Wood                            | Zalán János     | Tim Burton (2.)                  |
| 1995 | Don Juan DeMarco                             | Don Juan DeMarco                                       | Don Juan / John R. DeMarco         | Galambos Péter  | Jeremy Leven                     |
| 1995 | Halott ember                                 | Dead Man                                               | William Blake                      | eredeti nyelven | Jim Jarmusch                     |
| 1995 | Holtidő                                      | Nick of Time                                           | Gene Watson                        | Stohl András    | John Badham                      |
| 1996 |                                              | Cannes Man                                             | önmaga (cameo)                     |                 | Richard Martini                  |
| 1996 | Susan Shapiro                                | Cannes Man                                             | önmaga (cameo)                     |                 |                                  |
| 1997 | A halál ára                                  | The Brave                                              | Raphael                            | Viczián Ottó    | Johnny Depp                      |
| 1997 | Fedőneve: Donnie Brasco                      | Donnie Brasco                                          | Donnie Brasco                      | Viczián Ottó    | Mike Newell                      |
| 1998 | Aki másnak sírt ás                           | L.A. Without a Map                                     | önmaga / William Blake (cameo)     |                 | Mika Kaurismäki                  |
| 1998 | Félelem és reszketés Las Vegasban            | Fear and Loathing in Las Vegas                         | Raoul Duke                         | Rajkai Zoltán   | Terry Gilliam (1.)               |
| 1999 | A kilencedik kapu                            | The Ninth Gate                                         | Dean Corso                         | Lux Ádám        | Roman Polański                   |
| 1999 | Az asztronauta                               | The Astronaut's Wife                                   | Spencer Armacost parancsnok        | Stohl András    | Rand Ravich                      |
| 1999 | Az Álmosvölgy legendája                      | Sleepy Hollow                                          | Ichabod Crane felügyelő            | Hujber Ferenc   | Tim Burton (3.)                  |
| 2000 | Csokoládé                                    | Chocolat                                               | Roux                               | Stohl András    | Lasse Hallström (2.)             |
| 2000 | Mielőtt leszáll az éj                        | Before Night Falls                                     | Bon Bon / Victor hadnagy           | Hujber Ferenc   | Julian Schnabel                  |
| 2000 | A síró ember                                 | The Man Who Cried                                      | Cesar                              | Crespo Rodrigo  | Sally Potter                     |
| 2001 | Betépve                                      | Blow                                                   | George Jung                        | Stohl András    | Ted Demme                        |
| 2001 | A pokolból                                   | From Hell                                              | Frederick Abberline                | Stohl András    | Hughes testvérek                 |
| 2003 | A Karib-tenger kalózai: A Fekete Gyöngy átka | Pirates of the Caribbean: The Curse of the Black Pearl | Jack Sparrow kapitány              | Király Attila   | Gore Verbinski (1.)              |
| 2003 | Volt egyszer egy Mexikó                      | Once Upon a Time in Mexico                             | Sands                              | Nagy Ervin      | Robert Rodríguez                 |
| 2004 | A titkos ablak                               | Secret Window                                          | Mort Rainey                        | Stohl András    | David Koepp (1.)                 |
| 2004 | Változatok a házasságra                      | Happily Ever After                                     | Az idegen (cameo)                  | nem szólal meg  | Yvan Attal                       |
| 2004 | Rochester grófja – Pokoli kéj                | The Libertine                                          | John Wilmot, Rochester grófja      | Nagy Ervin      | Laurence Dunmore                 |
| 2004 | Én, Pán Péter                                | Finding Neverland                                      | J. M. Barrie                       | Stohl András    | Marc Forster                     |
| 2005 | Charlie és a csokigyár                       | Charlie and the Chocolate Factory                      | Willy Wonka                        | Nagy Ervin      | Tim Burton (4.)                  |
| 2005 | A halott menyasszony                         | Corpse Bride                                           | Victor Van Dort (hangja)           | Stohl András    | Mike Johnson                     |
| 2005 | A halott menyasszony                         | Corpse Bride                                           | Victor Van Dort (hangja)           | Stohl András    | Tim Burton (5.)                  |
| 2006 | A Karib-tenger kalózai: Holtak kincse        | Pirates of the Caribbean: Dead Man's Chest             | Jack Sparrow kapitány              | Király Attila   | Gore Verbinski (2.)              |
| 2007 | A Karib-tenger kalózai: A világ végén        | Pirates of the Caribbean: At World's End               | Jack Sparrow kapitány              | Király Attila   | Gore Verbinski (3.)              |
| 2007 | Sweeney Todd, a Fleet Street démoni borbélya | Sweeney Todd: The Demon Barber of Fleet Street         | Sweeney Todd                       | Nagy Ervin      | Tim Burton (6.)                  |
| 2009 | Doctor Parnassus és a képzelet birodalma     | The Imaginarium of Doctor Parnassus                    | Tony 1. (cameo)                    | Király Attila   | Terry Gilliam (2.)               |
| 2009 | Közellenségek                                | Public Enemies                                         | John Dillinger                     | Lux Ádám        | Michael Mann                     |
| 2010 | Alice Csodaországban                         | Alice in Wonderland                                    | Bolond Kalapos                     | Nagy Ervin      | Tim Burton (7.)                  |
| 2010 | Az utazó                                     | The Tourist                                            | Frank Tupelo / Alexander Pearce    | Nagy Ervin      | Florian Henckel von Donnersmarck |
| 2011 | Rango                                        | Rango                                                  | Rango / Lars / Raoul Duke (hangja) | Nagy Ervin      | Gore Verbinski (4.)              |
| 2011 | A Karib-tenger kalózai: Ismeretlen vizeken   | Pirates of the Caribbean: On Stranger Tides            | Jack Sparrow kapitány              | Király Attila   | Rob Marshall (1.)                |
| 2011 | Rumnapló                                     | The Rum Diary                                          | Paul Kemp                          | Nagy Ervin      | Bruce Robinson                   |
| 2011 | Jack és Jill                                 | Jack & Jill                                            | önmaga (cameo)                     | Nagy Ervin      | Dennis Dugan                     |
| 2012 | 21 Jump Street – A kopasz osztag             | 21 Jump Street                                         | Tom Hanson (cameo)                 | Nagy Ervin      | Phil Lord és Christopher Miller  |
| 2012 | Éjsötét árnyék                               | Dark Shadows                                           | Barnabas Collins                   | Nagy Ervin      | Tim Burton (8.)                  |
| 2013 | A magányos lovas                             | The Lone Ranger                                        | Tonto, az indián                   | Király Attila   | Gore Verbinski (5.)              |
| 2013 | Mázlisták                                    | Lucky Them                                             | Matthew Smith (cameo)              | Sarádi Zsolt    | Megan Griffiths                  |
| 2014 | Transzcendens                                | Transcendence                                          | Dr. Will Caster                    | Stohl András    | Wally Pfister                    |
| 2014 | Agyar                                        | Tusk                                                   | Guy Lapointe                       | Stohl András    | Kevin Smith (1.)                 |
| 2014 | Vadregény                                    | Into the Woods                                         | Farkas                             | Pál Tamás       | Rob Marshall (2.)                |
| 2014 | Vadregény                                    | Into the Woods                                         | Farkas                             | Nagy Ervin      | Rob Marshall (2.)                |
| 2015 | Mortdecai                                    | Mortdecai                                              | Charles Mortdecai                  | Nagy Ervin      | David Koepp (2.)                 |
| 2015 | Fekete mise                                  | Black Mass                                             | Whitey Bulger                      | Kaszás Gergő    | Scott Cooper                     |
| 2016 | Alice Tükörországban                         | Alice in Wonderland: Through the Looking Glass         | Kalapos Tarrant Tipptopp           | Nagy Ervin      | James Bobin                      |
| 2016 | Legendás állatok és megfigyelésük            | Fantastic Beasts and Where to Find Them                | Gellert Grindelwald                | Nagy Ervin      | David Yates (1.)                 |
| 2016 | Jógamánia                                    | Yoga Hosers                                            | Guy LaPointe                       | Forgács Gábor   | Kevin Smith (2.)                 |
| 2016 |                                              | Donald Trump's The Art of the Deal: The Movie          | Donald Trump                       |                 | Jeremy Konner                    |
| 2017 |                                              | The Black Ghiandola (rövidfilm)                        | orvostechnikus                     |                 | Sam Raimi                        |
| 2017 | Catherine Hardwicke                          | The Black Ghiandola (rövidfilm)                        | orvostechnikus                     |                 |                                  |
| 2017 | Theodore Melfi                               | The Black Ghiandola (rövidfilm)                        | orvostechnikus                     |                 |                                  |
| 2017 | Gyilkosság az Orient expresszen              | Murder on the Orient Express                           | Edward Ratchett                    | Nagy Ervin      | Kenneth Branagh                  |
| 2017 | A Karib-tenger kalózai: Salazar bosszúja     | Pirates of the Caribbean: Dead Men Tell No Tales       | Jack Sparrow kapitány              | Király Attila   | Joachim Rønning                  |
| 2017 | A Karib-tenger kalózai: Salazar bosszúja     | Pirates of the Caribbean: Dead Men Tell No Tales       | Jack Sparrow kapitány              | Király Attila   | Espen Sandberg                   |
| 2018 | Sherlock Gnomes                              | Sherlock Gnomes                                        | Sherlock Gnomes (hangja)           | Király Attila   | John W. Stevenson                |
| 2018 | Londoni pálya                                | London Fields                                          | Chick Purchase (cameo)             | Nagy Ervin      | Mathew Cullen                    |
| 2018 | Legendás állatok: Grindelwald bűntettei      | Fantastic Beasts: The Crimes of Grindelwald            | Gellert Grindelwald                | Nagy Ervin      | David Yates (2.)                 |
| 2018 | Richard búcsút mond                          | The Professor                                          | Richard Brown                      | Király Attila   | Wayne Roberts                    |
| 2018 | Hazugságok városa                            | City of Lies                                           | Russell Poole                      | Stohl András    | Brad Furman                      |
| 2019 | A barbárokra várva                           | Waiting for the Barbarians                             | Joll ezredes                       | Stohl András    | Ciro Guerra                      |
| 2020 |                                              | Minamata                                               | W. Eugene Smith                    |                 | Andrew Levitas                   |
| 2023 | Jeanne du Barry – A szerető                  | Jeanne du Barry                                        | XV. Lajos francia király           | Király Attila   | Maïwenn                          |

### Televízió

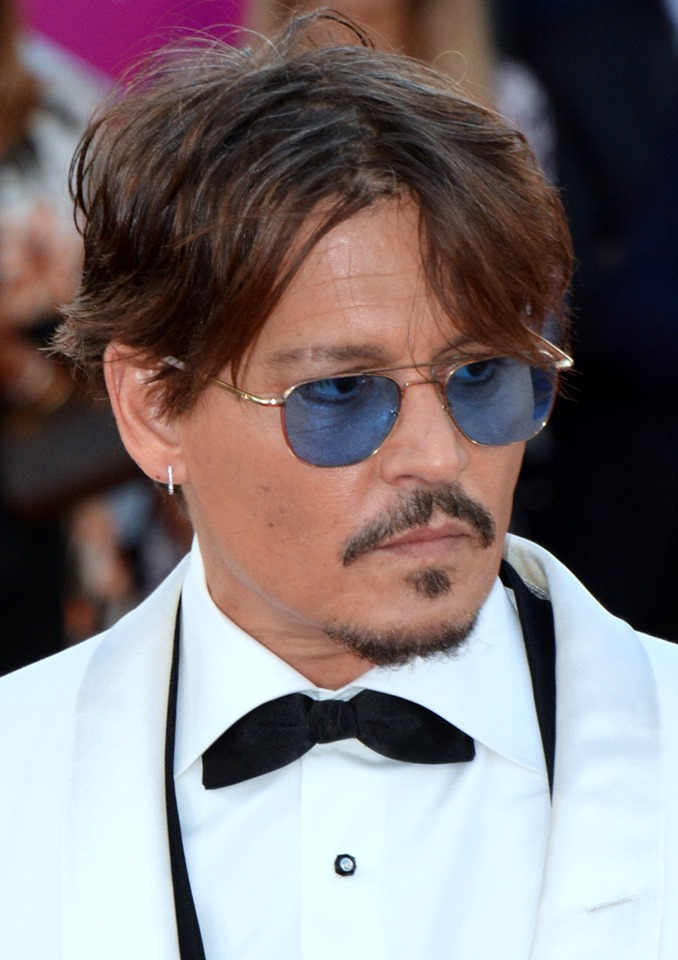
Egy 2019-es filmfesztiválon

| Év        | Magyar cím             | Eredeti cím           | Szerep                      | Megjegyzések |
| --------- | ---------------------- | --------------------- | --------------------------- | ------------ |
| 1985      |                        | Lady Blue             | Lionel Viland               | 1 epizód     |
| 1986      |                        | Slow Burn             | Donnie Fleischer            | tévéfilm     |
| 1987–1990 |                        | 21 Jump Street        | Tom Hanson rendőr           | 80 epizód    |
| 1999      | A Dibley-i lelkész     | The Vicar of Dibley   | önmaga                      | 1 epizód     |
| 2000      | Gyors menet            | The Fast Show         | önmaga                      | 1 epizód     |
| 2004      | Texas királyai         | King of the Hill      | Yogi Victor (hangja)        | 1 epizód     |
| 2009      | SpongyaBob Kockanadrág | SpongeBob SquarePants | Jack Kahuna Laguna (hangja) | 1 epizód     |
| 2011      |                        | Life’s Too Short      | önmaga                      | 1 epizód     |
| 2012      | Family Guy             | Family Guy            | Ollókezű Edward (hangja)    | 1 epizód     |
| 2020      |                        | Puffins               | Johnny Puff (hangja)        | 70 epizód    |
| 2021–2022 |                        | Puffins Impossible    | Johnny Puff (hangja)        | 21 epizód    |

## Fontosabb díjak és jelölések
BAFTA-díj
- 2003. legjobb férfi főszereplő (A Karib-tenger kalózai – A Fekete Gyöngy átka)
- 2005. legjobb férfi főszereplő (Én, Pán Péter)

Blockbuster Entertainment Awards
- 2000. legjobb színész horror kategóriában (Az Álmosvölgy legendája)

Empire Awards, UK
- 2004. legjobb színész (A Karib-tenger kalózai: A Fekete Gyöngy átka)
- 2006. legjobb színész (Charlie és a csokigyár)

Golden Globe-díj
- 1991 jelölés: legjobb vígjáték vagy musical színész (Ollókezű Edward)
- 1994 jelölés: legjobb vígjáték vagy musical színész (Benny és Joon)
- 1995 jelölés: legjobb vígjáték vagy musical színész (Ed Wood)
- 2004 jelölés: legjobb vígjáték vagy musical színész (A Karib-tenger kalózai – A Fekete Gyöngy átka)
- 2005 jelölés: legjobb drámai színész (Én, Pán Péter)
- 2006 jelölés: legjobb vígjáték vagy musical színész (Charlie és a csokigyár)
- 2007 jelölés: legjobb vígjáték vagy musical színész (A Karib-tenger kalózai 2. – A holtak kincse)
- 2008 díj: legjobb vígjáték vagy musical színész (Sweeney Todd, a Fleet Street démoni borbélya)
- 2011 jelölés: a legjobb vígjáték vagy musical színész (Az utazó)
- 2011 jelölés – a legjobb vígjáték vagy musical színész (Alice Csodaországban)

Hollywood Film Festival
- 2003 díj: az év színésze

Irish Film and Television Awards
- 2004 díj: legjobb nemzetközi színész (A Karib-tenger kalózai: A Fekete Gyöngy átka)

Kids' Choice Awards, USA
- 2008. legjobb színész (A Karib-tenger kalózai: A világ végén)

London Critics Circle Film Awards
- 1996. az év színésze (Ed Wood, Don Juan DeMarco)

MTV Movie Awards
- 2004. legjobb színész (A Karib-tenger kalózai: A Fekete Gyöngy átka)
- 2007. legjobb színész (A Karib-tenger kalózai: Holtak kincse)
- 2008. legjobb vígjáték színész (A Karib-tenger kalózai: A világ végén)
- 2008. legjobb gonosz (Sweeney Todd, a Fleet Street démoni borbélya)
- 2012. legjobb átalakulás a képernyőn (Tom Hanson, 21 Jump Street – A kopasz osztag)

MTV Movie Awards, Mexico
- 2004. legjobb jelmez (A Karib-tenger kalózai: A Fekete Gyöngy átka)

NRJ Ciné Awards
- 2006. legjobb jelmez (Charlie és a csokigyár)

Oscar-díj
- 2004 jelölés: legjobb színész (A Karib-tenger kalózai – A Fekete Gyöngy átka)
- 2005 jelölés: legjobb színész (Én, Pán Péter)
- 2008 jelölés: legjobb színész (Sweeney Todd – A Fleet Street démoni borbélya)

People’s Choice Awards, USA
- 2005. legjobb színész
- 2006. legjobb színész
- 2007. legjobb színész és legjobb akció színész
- 2008. legjobb színész
- 2010. legjobb filmszínész
- 2011. legjobb filmszínész

Rembrandt Awards
- 2007. legjobb külföldi színész (A Karib-tenger kalózai: Holtak kincse)
- 2008. legjobb külföldi színész (A Karib-tenger kalózai: A világ végén)

Russian Guild of Film Critics
- 1998. legjobb külföldi színész (Félelem és reszketés Las Vegasban)

Satellite Award
- 2004. legjobb férfi főszereplő színész (A Karib-tenger kalózai: A Fekete Gyöngy átka)

Teen Choice Awards
- 2004. kedvenc filmes hazudozó (A Karib-tenger kalózai: A Fekete Gyöngy átka)
- 2004. legjobb akciójelenet (A Karib-tenger kalózai: A Fekete Gyöngy átka) /megosztva/
- 2006. legjobb színész /vígjátékban/ (Charlie és a csokigyár)
- 2006. legjobb színész /dráma vagy akció kaland/ (A Karib-tenger kalózai: Holtak kincse)
- 2007. legjobb színész /akció kaland/ (A Karib-tenger kalózai: A világ végén)

## Fordítás
- Ez a szócikk részben vagy egészben  a   Johnny Depp című angol Wikipédia-szócikk fordításán alapul.  Az eredeti cikk szerkesztőit annak laptörténete sorolja fel. Ez a jelzés csupán a megfogalmazás eredetét és a szerzői jogokat jelzi, nem szolgál a cikkben szereplő információk forrásmegjelöléseként.
- Ez a szócikk részben vagy egészben  a   Johnny Depp filmography című angol Wikipédia-szócikk fordításán alapul.  Az eredeti cikk szerkesztőit annak laptörténete sorolja fel. Ez a jelzés csupán a megfogalmazás eredetét és a szerzői jogokat jelzi, nem szolgál a cikkben szereplő információk forrásmegjelöléseként.